# Katarzyna Wysocka (ur. 1979)
Katarzyna Wysocka (ur. 7 września 1979) – polska siatkarka grająca na pozycji środkowej.
Od 2013 roku jest zawodniczką Sparty Warszawa.

## Kluby
- TI Volley Innsbruck - sezon 2002/03
- Legionovia Legionowo — sezon 2003/04
- Stal Mielec — sezon 2004/05
- Nafta-Gaz Piła — sezon 2005/06 (LSK) (wypożyczona ze Stali Mielec)
- Farmutil Piła — sezon 2006/07 (LSK)
- MKS Dąbrowa Górnicza — sezon 2007/08 (LSK)
- MKS Dąbrowa Górnicza — sezon 2008/09 (Plus Liga Kobiet)
- AZS Pronar Zeto Astwa AZS Białystok — sezon 2009/10 (Plus Liga Kobiet)
- Sparta Warszawa - sezon 2012/2013

## Sukcesy
- srebrny medal Mistrzostw Polski (2 razy) — sezony 2005/06, 2006/07 (w barwach Nafty-Gaz/Farmutilu Piła)